# Palazzo Cavalli
Pour le palais à Busseto, voir Palazzo Cavalli (Busseto).
Le Palazzo Cavalli (Palazzo Cavalli) où Palazzo Corner Martinengo Ravà est un palais de Venise situé dans le sestiere de San Marco et surplombant le Grand Canal.

## Histoire
Édifié au XVIe siècle et plusieurs fois restauré, le Palazzo Cavalli est connu pour avoir été l'endroit où vécut pendant quelques années au XIXe siècle, le fameux écrivain James Fenimore Cooper. Le palazzo appartenait à la famille Martinengo.
Il fut ensuite transformé en hôtel avant de devenir le siège de l'Istituzione Centro Maree.

## Architecture
La façade, typique du XVIe siècle, est haute de trois étages. Le rez-de-chaussée possède deux portes donnant sur les fondamenta au-dessus du Grand Canal. Les deux étages nobles au-dessus du rez-de-chaussée sont embellis par des arcades et des parapets. Un petit penthouse situé sur le toit, au centre du bâtiment, a été construit plus récemment.

## Sources et bibliographie
- (it) Cet article est partiellement ou en totalité issu de l’article de Wikipédia en italien intitulé « Palazzo Cavalli » (voir la liste des auteurs).
- Marcello Brusegan, I Palazzi di Venezia, Roma, Newton & Compton, 2007, p. 56,  (ISBN 978-88-541-0820-2).